# Dimitar Parmakov
Dimitar Parmakov, bolgár betűkkel Димитър Пармаков (Szófia, 1931. május 4. –) bolgár nemzetközi labdarúgó-játékvezető.

## Pályafutása

### Nemzeti játékvezetés
Pályafutása során hazája legfelső szintű labdarúgó-bajnokságának játékvezetője lett. Első ligás mérkőzéseinek száma: 116.

### Nemzetközi játékvezetés
A Bolgár labdarúgó-szövetség Játékvezető Bizottsága (JB) 1975-ben terjesztette fel nemzetközi játékvezetőnek, a Nemzetközi Labdarúgó-szövetség (FIFA) bíróinak keretébe. Több nemzetek közötti válogatott és klubmérkőzést vezetett.  UEFA besorolás szerint a „mester” kategóriába tevékenykedik. A bolgár nemzetközi játékvezetők rangsorában, a világbajnokság-Európa-bajnokság sorrendjében többedmagával a 20. helyet foglalja el 1 találkozó szolgálatával.
Az aktív nemzetközi játékvezetéstől 1980-ban  búcsúzott.

#### Európa-bajnokság
Az európai labdarúgótorna döntőjéhez vezető úton Olaszországba a VI., az 1980-as labdarúgó-Európa-bajnokságra az UEFA JB játékvezetőként foglalkoztatta.
| Időpont         | Helyszín                 | Mérkőzés típusa           | Mérkőzés       | Eredmény | Nézők száma |
| --------------- | ------------------------ | ------------------------- | -------------- | -------- | ----------- |
| 1979. május 13. | Círion Stadion, Limassol | előselejtező (3. csoport) | Ciprus–Románia | 1 : 1    | 8 000       |

## Sportvezetőként
Az 1990-es években a bolgár Játékvezető Bizottság elnöke.